# Virginia Bruce
Pour les articles homonymes, voir Bruce.
Virginia Bruce est une actrice et chanteuse américaine, née Helen Virginia Briggs à Minneapolis (Minnesota) le 29 septembre 1910, morte d'un cancer à Los Angeles — Quartier de Woodland Hills — (Californie) le 24 février 1982.

## Biographie
Virginia Bruce débute au cinéma en 1929 et apparaît dans environ 70 films américains jusqu'en 1960, année où elle se retire quasi-définitivement, avant toutefois un dernier film (non-référencé sur l'IMDB) en 1981. Mentionnons Downstairs (1932), aux côtés de John Gilbert, son premier époux, et Arizona Bill (1937), réalisé par J. Walter Ruben, son deuxième époux. Et en 1954, elle participe à un film turc — le premier en couleurs —, L'Épidémie, d'Ali İpar (réalisateur, producteur et scénariste turc, né en 1921), son troisième époux, dont elle divorce deux fois.
Comme elle est également chanteuse, Virginia Bruce joue au théâtre à Broadway, en 1930-1931, dans deux comédies musicales (voir la rubrique "Théâtre" ci-dessous). En outre, deux de ses prestations les plus connues au cinéma sont dans les films musicaux (elle en tournera d'autres) Le Grand Ziegfeld et L'amiral mène la danse, tous deux sortis en 1936.
Enfin, à la télévision, elle se produit dans quelques séries, entre 1950 et 1957.

## Filmographie partielle

### Au cinéma

#### Années 1920
- 1929 : Amour de gosses (Blue Skies), d'Alfred L. Werker (non créditée)
- 1929 : Fashions in Love de Victor Schertzinger (non créditée)
- 1929 : Le Célèbre Capitaine Blake (River of Romance) de Richard Wallace (non créditée)
- 1929 : Hard to Get de William Beaudine (non créditée)
- 1929 : Illusion de Lothar Mendes (non créditée)
- 1929 : Woman Trap de William A. Wellman
- 1929 : Parade d'amour (The Love Parade) d'Ernst Lubitsch (non créditée)
- 1929 : Pointed Heels de A. Edward Sutherland (non créditée)

#### Années 1930

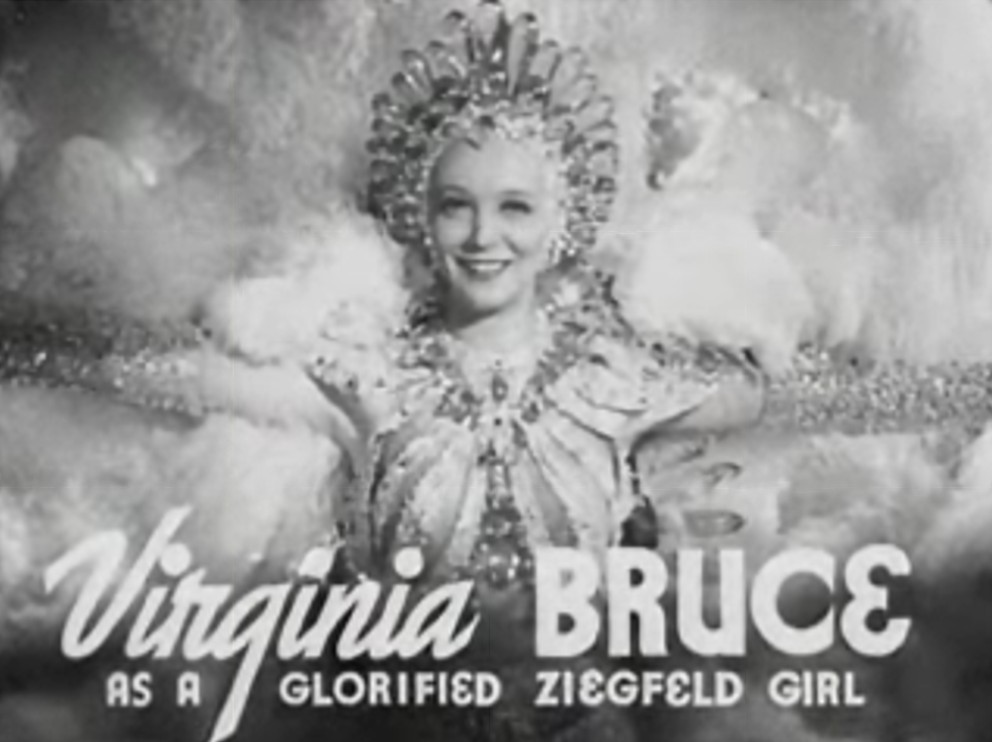
Dans Le Grand Ziegfeld (1936)

- 1930 : Slightly Scarlet (en) de Louis Gasnier
- 1930 : Paramount on Parade, film à sketches de Dorothy Arzner, Edmund Goulding, Ernst Lubitsch... (non créditée)
- 1930 : Lilies of the Field d'Alexander Korda
- 1930 : Only the Brave de Frank Tuttle
- 1930 : Young Eagles de William A. Wellman
- 1930 : Safety in Numbers de Victor Schertzinger
- 1930 : Raffles de George Fitzmaurice
- 1930 : Let's Go Native de Leo McCarey (non créditée)
- 1930 : Whoopee! de Thornton Freeland (non créditée)
- 1931 : Les Titans du ciel (Hell Divers) de George W. Hill
- 1932 : Sky Bride de Stephen Roberts
- 1932 : Kongo de William J. Cowen
- 1932 : Tout au vainqueur (Winner take all) de Roy Del Ruth
- 1932 : Downstairs de Monta Bell
- 1932 : The Miracle Man de Norman Z. McLeod
- 1934 : Jane Eyre de Christy Cabanne
- 1934 : Le Grand Barnum (The Mighty Barnum) de Walter Lang
- 1934 : Tournant dangereux (Dangerous Corner) de Phil Rosen
- 1935 : L'Ombre du doute (Shadow of Doubt) de George B. Seitz
- 1935 : Times Square Lady (en) de George B. Seitz
- 1935 : Le Roman d'un chanteur (Metropolitan) de Richard Boleslawski
- 1935 : Médecin mondain (en) (Society Doctor) de George B. Seitz
- 1935 : La Double Vengeance (The Murder Man) de Tim Whelan
- 1935 : La Femme au masque (Escapade) de Robert Z. Leonard
- 1935 : L'Ennemi public n° 1 (en) (Let 'Em Have It) de Sam Wood
- 1935 : Here Comes the Band (en) de Paul Sloane
- 1936 : L'amiral mène la danse (Born to dance) de Roy Del Ruth
- 1936 : L'Affaire Garden (The Garden Murder Case) d'Edwin L. Marin
- 1936 : Le Grand Ziegfeld (The Great Ziegfeld) de Robert Z. Leonard
- 1937 : Une femme jalouse (Between two Women) de George B. Seitz
- 1937 : Arizona Bill (The Bad Man of Brimstone) de J. Walter Ruben
- 1937 : Jeux de dames (Wife, Doctor and Nurse) de Walter Lang
- 1937 : Women of Glamour (en) de Gordon Wiles
- 1937 : When Love Is Young (en) de Hal Mohr
- 1938 : La Pauvre Millionnaire (There Goes My Heart) de Norman Z. McLeod
- 1938 : Le Retour d'Arsène Lupin (Arsène Lupin returns) de George Fitzmaurice
- 1938 : Yellow Jack (en) de George B. Seitz
- 1938 : Après la tempête (The First Hundred Years) de Richard Thorpe
- 1938 : Woman Against Woman (en) de Robert B. Sinclair
- 1939 : Ah ! Quelle femme ! (There's that Woman again) d'Alexander Hall
- 1939 : Let Freedom Ring (en) de Jack Conway
- 1939 : Avocat mondain (Society Lawyer), d'Edwin L. Marin
- 1939 : Témoin imprévu (en) (Stronger Than Desire) de Leslie Fenton

#### Années 1940
- 1940 : Flight Angels (en) de Lewis Seiler
- 1940 : La Femme invisible (The Invisible Woman) d'A. Edward Sutherland
- 1940 : L'Homme qui parlait trop (The Man who talked too much) de Vincent Sherman
- 1940 : Hired Wife (en) de William A. Seiter
- 1941 : Adventure in Washington (en) d'Alfred E. Green
- 1941 : Le cambrioleur est bon enfant (en) (Butch Minds the Baby) d'Albert S. Rogell
- 1942 : Deux Nigauds dans une île (Pardon my Sarong) d'Erle C. Kenton
- 1942 : Careful, Soft Shoulders (en) d'Oliver H. P. Garrett
- 1944 : Intrigue à Damas (Action in Arabia) de Léonide Moguy
- 1944 : Brazil de Joseph Santley
- 1945 : Love, Honor and Goodbye (en) d'Albert S. Rogell
- 1948 : Les Yeux de la nuit (Night has a Thousand Eyes) de John Farrow
- 1949 : Terreur en Corée (en) (State Department : File 649) de Sam Newfield

#### Années 1950
- 1954 : L'Épidémie (Salgın) d'Ali İpar
- 1955 : Reluctant Bride (en) d'Henry Cass
- 1960 : Liaisons secrètes (Strangers when we meet) de Richard Quine
- 1981 : Madame Wang's (titre original) de Paul Morrissey

## Théâtre

### Comédies musicales à Broadway
- 1930-1931 : Smiles, musique de Vincent Youmans, lyrics de Clifford Grey et Harold Adamson, livret de William Anthony McGuire, avec Adele et Fred Astaire
- 1931 : America's Sweetheart, musique de Richard Rodgers, lyrics de Lorenz Hart, livret d'Herbert Fields, orchestrations de Robert Russell Bennett, mise en scène de Monty Woolley, costumes de Charles Le Maire, avec Inez Courtney, Ann Sothern (créditée Harriette Lake)